# Pa de figa
El pa de figues o pa de figa (panfigo, panfígol, pamfígol [pam'figo] al País Valencià) o pampolfígol és un producte típic de la gastronomia mediterrània. Als països catalans, es consumia durant la tardor i l'hivern. Actualment es concentra durant les festes de Nadal.
Es tracta d'unes postres fetes a base de figues seques capolades o senceres, ametlla, canyella, clau d'espècia i matafaluga, amb què es fa una pasta atapeïda dins un motlle rodó. Es fa també amb figues seques senceres macerades en moscatell i matafaluga, i premsada amb ametlles o nous i comí. Una altra variant seria fer-la amb figues seques senceres, aiguardent, fonoll, matafaluga i altres herbes aromàtiques. També s'hi poden afegir altres fruites i fruits secs, com ara avellanes, orellanes o panses.
Aquesta recepta camperola permetia a les famílies d'aprofitar l'abundant producció de figues de manera més duradora. Probablement d'origen àrab, habitualment es comercialitza en format de disc sencer o en porcions. Als Països Catalans, sovint acompanya el formatge, i es pot acompanyar amb un moscatell (vi dolç).